# NGC 2507
NGC 2507 est une vaste galaxie lenticulaire située dans la constellation du Cancer. NGC 2507 a été découverte par l'astronome germano-britannique William Herschel en 1786.

## Caractéristiques
Sa vitesse par rapport au fond diffus cosmologique est de 4 790 ± 34 km/s, ce qui correspond à une distance de Hubble de 70,6 ± 5,0 Mpc (∼230 millions d'al).

## Groupe de NGC 2507
NGC 2507 est la plus grosse et la plus brillante galaxie d'un groupe d'au moins six galaxies qui porte son nom. Les autres galaxies du groupe de NGC 2507 sont NGC 2514, MCG 3-21-7, UGC 4139, UGC 4145 et UGC 4170. 